# 지미 비비노 앤 더 베이직 케이블 밴드
지미 비비노 앤 더 베이직 케이블 밴드(Jimmy Vivino and the Basic Cable Band)'는 미국의 밴드이다. 코난 오브라이언과 꾸준히 활동한다. 현재도 코난 (토크 쇼)에 출연 중이다.

## 구성원
- 지미 비비노 - 리더

## 출연작
- 레잇 나이트 쇼
- 더 투나잇 쇼
- 코난 (토크 쇼)
- 코난 오브라이언 캔트 스탑